# George McWhirter

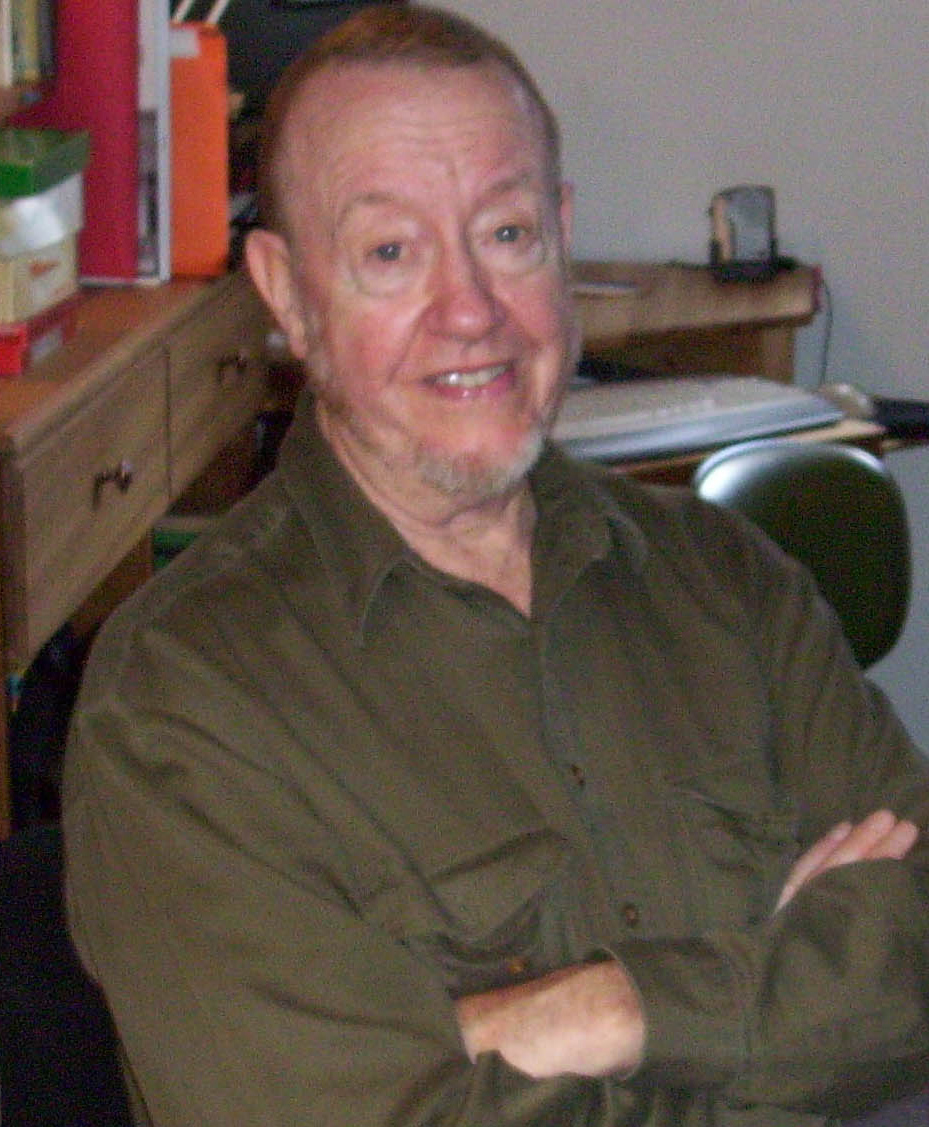
George McWhirter (2009)

George McWhirter (* 26. September 1939 in Belfast, Nordirland) ist ein aus Nordirland stammender kanadischer Schriftsteller, Dichter, Übersetzer, Herausgeber, Hochschullehrer und Vancouvers erster Poet Laureate.

## Leben
Als Sohn eines Werftarbeiters 1939 in Belfast geboren, wuchs George McWhirter in einer Großfamilie in der Shankill Road in Belfast auf. 1957 begann er mit einem kombinierten Studiengang Englisch und Spanisch an der Queen’s University Belfast, sowie Pädagogik am Stranmillis College, Belfast. Sein Tutor an der Queen’s University war der Dichter Laurence Lerner, seine Studienkollegen der spätere Literaturkritiker Robert Dunbar sowie die Dichter Seamus Heaney und Seamus Deane.
Nach seinem Abschluss unterrichtete McWhirter in Kilkeel und Bangor, County Down, in Nordirland, sowie in Barcelona, Spanien, bevor es ihn nach Port Alberni, British Columbia, Kanada, zog. Nach seinem Magister artium-Abschluss an der University of British Columbia, wo er bei Michael Bullock und J. Michael Yates studierte, blieb er an der Universität, um dort 1982 eine Vollprofessur zu erhalten. Von 1983 bis 1993 leitete er die dortige Abteilung für Kreatives Schreiben. 2005 wurde er emeritiert.
Von 1968 bis 2005 arbeitete er für das PRISM international magazine. George McWhirter ist der Autor und Herausgeber diverser Bücher und Preisträger einiger Ehrungen.
Seine erste Gedichtsammlung, Catalan Poems, gewann zusammen mit Chinua Achebes Beware, Soul Brother, den ersten Commonwealth Poetry Prize. 1987 gewann er den zu den BC Book Prizes gehörenden Ethel Wilson Fiction Prize. McWhirter ist Ehrenmitglied der League of Canadian Poets seit 2005 und Mitglied der kanadischen Schriftstellervereinigung, von PEN International, der Federation of B.C. Writers sowie der Literary Translators’ Association of Canada.
Im März 2007 ernannte man ihn für zwei Jahre zu Vancouvers Poet Laureate.
In der Vorbereitung nannte er die Beweggründe seines Einsatz für die Poesie: “One of the first things I try to make clear to anybody is that every day, in every way, they’re involved in poetry because they’re at word play, (…) adding that gossip is the best poetry. People always work at their gossip because they want the most memorable lines.” (deutsch: „Eines der ersten Dinge, das ich jedem an jedem Tag klarzumachen versuche, ist, dass alle in Poesie verwickelt sind, weil man stets mit den Worten spiele, und dabei sei der Klatsch das beste Beispiel für Poesie. Die Leute würden auch ständig an ihrem Klatsch feilen, weil sie die erinnerungswürdigsten Zeilen beabsichtigen.“) Während seiner Amtszeit plante McWhirter selbst öffentliche Lesung, die Einladung von lokalen und überregionalen Kollegen zu derartigen Veranstaltungen und die Veranstaltung von Lyrik-Workshops für High-School-Schüler. Letztere Aktivität hatte er bereits während seiner Zeit als Universitätsdozent initiiert. Darüber hinaus beabsichtigte er die Herausgabe einer Anthologie lokaler Dichter mit dem Titel Streets Vancouver Front and Back – die Zusammenstellung erschien schließlich unter dem Titel „A Verse Map of Vancouver“, einem großformatigen Bildband, um die städtischen Plätze mit den Gedichten in Einklang zu bringen. Als Poet Laureate Vancouvers erhielt er jährlich eine Aufwandsentschädigung von 5.000 kanadischen Dollar und eine projektbezogene Dotierung in identischer Höhe. Die Stiftung wurde durch eine Spende über 100.000 Dollar des Philanthropen Yosef Wosk ermöglicht und vom B.C. Arts Renaissance Fund verwaltet.
Gegenwärtig lebt er zusammen mit seiner Frau, mit der er zwei Kinder hat, in Vancouver und betätigt sich weiterhin schriftstellerisch.

## Werk
Gedichte
- Catalan Poems (1971, Gewinner des Commonwealth Poetry Prize, 1972)
- Queen of the Sea (1976)
- Twenty-Five (1978)
- The Island Man (1981)
- Fire before Dark (1983)
- A Staircase for All Souls (1996)
- Incubus: The Dark Side of the Light (1997)
- The Book of Contradictions (2002)
- The Incorrection (2007, nominiert für den Dorothy Livesay Poetry Prize)
- The Anachronicles (2008)

Romane
- Bodyworks (1974)
- God’s Eye (1981)
- Coming to Grips with Lucy (1982)
- A Bad Day to Be Winning (1984)
- Paula Lake (1985)
- Cage (1987, Gewinner des Ethel Wilson Fiction Prize)
- The Listeners (1991)
- Musical Dogs (1996)

Herausgegebene Anthologien
- Contemporary Poetry of British Columbia (1970, zusammen mit J. Michael Yates and Andreas Schroeder)
- Words From Inside: Prison Arts Foundation (1974, 1975)
- Where Words Like Monarchs Fly: A Cross-generational Anthology of Mexican Poets in Translation (1998)
- A Verse Map of Vancouver (2009)

herausgegebene Gedichtbände und Übersetzungen (Auswahl)
- José Emilio Pacheco: Selected Poems (1987, Gewinner des F.R. Scott Prize for Translation)
- Homero Aridjis: Eyes to See Otherwise/Ojos de Otro (2001, 2002, with Betty Aridjis)
- Homero Aridjis, Solar Poems/Poemas Solares (City Lights, San Francisco, 2010)